# Lonesome Dove (série littéraire)
Pour les articles homonymes, voir Lonesome Dove et Streets of Laredo.
Lonesome Dove est une suite romanesque de western écrite par Larry McMurtry, qui apporta la notoriété à son auteur, révélé mondialement pour son travail sur Le Secret de Brokeback Mountain dont il est le coscénariste.
Le succès ne s'est jamais démenti aux États-Unis, Lonesome Dove étant considéré (avec Blood Meridian de Cormac McCarthy) comme l'un des derniers grands chefs-d'œuvre de ce genre littéraire. En France, tous les épisodes - Lonesome Dove (en deux tomes), Les Rues de Laredo (Laredo Streets), La marche du mort (Dead Man’s Walk) et Lune Comanche (Comanche Moon) - ont été publiés.
Lonesome Dove inspira cinq mini-séries et deux séries par la suite.

## Séries

### Romans
Par ordre de publication :
1. Lonesome Dove (1985) qui remporta le prix Pulitzer
2. Streets of Laredo (1993)
3. Dead Man’s Walk (1995)
4. Comanche Moon (1997)

Chronologie diégétique :
1. Dead Man’s Walk - qui se déroule en 1840
2. Comanche Moon - dans les années 1850-60
3. Lonesome Dove - dans la deuxième moitié de 1870
4. Streets of Laredo - au début des années 1890

### Mini-séries télévisées
En France, les quatre premières saisons sont diffusées par Koba Films ; une intégrale est disponible en coffret depuis le 23 février 2012.
1. Lonesome Dove : 1989 (inspirée du livre éponyme)
2. Lonesome Dove : La Loi des justes (1993), située un an après les événements de Lonesome Dove, cette mini-série n'est associable d'aucune façon à l'auteur de la saga originale, Larry McMurtry, qui désapprouve cette série, tout comme la majorité de ses fans qui lui réservèrent un accueil glacial
3. Lonesome Dove : Le Crépuscule : 1995 (inspirée de Streets of Laredo)
4. Lonesome Dove : Les Jeunes Années : 1996 (inspirée de Dead Man's Walk)
5. Comanche Moon : 2008 (inspirée du livre éponyme)

### Séries télévisées
1. Lonesome Dove: The Series (1994-95)
2. Lonesome Dove: The Outlaw Years (1995-96)

## Personnages récurrents

La république du Texas (ici en jaune) de 1836 à 1845, les revendications territoriales apparaissent en vert. Ces dernières seront provisoirement intégrées au Texas lors du traité de Guadalupe Hidalgo jusqu'au compromis de 1850. La série littéraire de Larry McMurtry débute en 1840.

La série littéraire (comme les différentes télésuites qui en sont issues) se déroule du temps de la république du Texas jusqu'au commencement du XXe siècle et suit les aventures de quelques membres de la Texas Ranger Division. Les personnages principaux sont Augustus « Gus » McCrae et Woodrow F. Call mais d'autres sont régulièrement présents tout au long de la série, tels Joshua Deets, Pea Eye Parker, Jake Spoon, Clara Forsythe Allen, Maggie Tilton et Lorena Wood Parker, ou encore Blue Duck et Buffalo Hump.